# Frequentativ
Frequentativ bzw. Frequentativum oder Iterativ bzw. Iterativum (lateinisch verbum frequentativum bzw. verbum iterativum; von lateinisch frequentia „Häufigkeit“ bzw. von iterare „wiederholen“) oder Repetitiv – bezeichnet die Aktionsart eines Verbs, die ein sich wiederholendes Einzelereignis ausdrückt.
Verba frequentativa sind vor allem in den alten Sprachen wie Latein und Altgriechisch zu finden. Im Lateinischen sind sie an dem Suffix -it erkennbar. Im Deutschen benutzt man zur Wiedergabe Adverbien wie „oft“ oder Verbalkomplexe wie „pflegen“ + „zu“-Infinitiv.
Beispiele aus dem Lateinischen:
- vent-it-are „häufig kommen“ zu ven-ire „kommen“, Partizip Perfekt Passiv vent-um
- fact-it-are „gewöhnlich tun“ zu fac-ere „tun, machen“, Partizip Perfekt Passiv fact-us
- ta-x-are zu tangere „oftmals betasten, berühren“, um es einzuschätzen, zu bewerten

Auch im Deutschen gibt es frequentative oder iterative Verben. Diese sind oft mit dem Suffix -eln oder -ern vom ursprünglichen Verb abgeleitet, wie auch die diminutiven Verben:
- betteln: „wiederholt bitten“[1]
- drängeln:  „wiederholt drängen“
- häkeln: „wiederholt haken“
- kippeln: „wiederholt kippen“
- klingeln: „wiederholt klingen“
- lagern: „wiederholt legen“
- metzeln: „wiederholt metzen (= schneiden)“[2]
- rammeln: „wiederholt rammen“
- schütteln: „wiederholt schütten“[3]
- sickern: "wiederholt siechen"
- sticheln: „wiederholt stechen“
- streicheln: „wiederholt streichen“
- stricheln: „wiederholt Striche ziehen“ (nur noch im Partizip Perfekt gestrichelt gebräuchlich).

Auch Bewegungsverben auf -eln und -ern drücken oft sich wiederholende Bewegungen aus:
- baumeln
- eiern
- hoppeln
- popeln
- schaukeln
- taumeln
- torkeln
- wabern
- zittern

Diese Bildungen entsprechen den althochdeutschen iterativen und diminutiven Verbalstammbildungen mit l-Suffix. Auch mit anderen Suffixen gebildete iterative Verben kamen zahlreich im Althochdeutschen vor. Die meisten von ihnen weisen das Suffix -azzen oder -ezzen auf, das eine besonders intensive Nuance der Iteration ausdrückt; z. B. gakkezzen (gackern, schnattern), roffezzen (rülpsen), heilazzen (heilen). Manche von ihnen blieben in regionalen Dialekten erhalten.
Ein älteres Beispiel ist das Verb horchen, das eine Frequentativbildung von hören ist; das Wort erscheint erstmals im Mittelhochdeutschen.
Die russische Sprache kann den Iterativ durch das Suffix -ва- [-wa-] ausdrücken, z. B.:
- говаривать [gowariwat'] „zu sagen pflegen“.

Im Spanischen durch die Form „volver a“ plus Infinitiv wiedergegeben:
- María volvió a leer el libro. „Maria las wieder das Buch.“